# Gimje
Gimje (kor. 김제시) – miasto w Korei Południowej, w prowincji Jeolla Północna. W 2012 osiągnęło 85 091 mieszkańców.

## Miasta partnerskie
- Donghae
- Gumi
- Kikuchi
- Nantong
- World Gazetteer